# الانتخابات الإسبانية العامة 1936
أُجريت انتخابات الهيئة التشريعية الإسبانية (كورتيس خينراليز) في 16 فبراير 1936 لجميع مقاعده البالغة 473 مقعدًا في كورتيس بغرفة واحدة للجمهورية الإسبانية الثانية. وكان الفائزون في انتخابات 1936 هم الجبهة الشعبية وهو تحالف يساري لحزب العمال الاشتراكي الإسباني (PSOE) واليسار الجمهوري (IR) واليسار الجمهوري لكتالونيا (ERC) والاتحاد الجمهوري (UR) والحزب الشيوعي الإسباني (PCE) وحزب العمل الكتالاني (AC) وغيرها من أحزاب اليسار. فاز ائتلافهم بفارق ضئيل على المعارضة المنقسمة من حيث التصويت الشعبي، ولكن بفارق كبير على حزب المعارضة الرئيسي الاتحاد الإسباني لليمين المستقل (CEDA) بعدد المقاعد. وسبب الانتخابات هو انهيار حكومة أليخاندرو ليروكس وحزبه الجمهوري الراديكالي. وحل مانويل أثانيا في رئاسة الحكومة محل مانويل بورتيلا فالاداريس القائم بأعمال رئيس حكومة تصريف أعمال.
يعتقد المؤرخ الأمريكي ستانلي جي. باين أحد أبرز الناطقين بالاسبانية الأجانب، أن هذه العملية كانت عملية تزوير انتخابية كبيرة، مع انتهاك واسع النطاق للقوانين والدستور. ولإثبات وجهة نظره قام اثنان من العلماء الإسبان مانويل ألفاريز تارديو وروبرتو فيلا غارسيا بنشر نتيجة عمل بحث هائل سنة 2017، حيث خلصوا إلى أن انتخابات 1936 كانت مزورة.
كانت تلك الانتخابات هي الثالثة والأخيرة من انتخابات التشريعية التي أجريت خلال الجمهورية الإسبانية الثانية، بعد ثلاث سنوات من الانتخابات الإسبانية العامة 1933 التي أوصلت أول حكومة لليروكس إلى السلطة. ساعدت النتائج السيئة لليمين السياسي انقلاب يوليو ثم الحرب الأهلية. نجح الانقلاب العسكري اليميني الذي بدأه سانخورخو وفرانكو في إنهاء الديمقراطية البرلمانية في إسبانيا حتى الانتخابات العامة لسنة 1977.

## نظرة عامة
بعد انتخابات 1933 قاد الحزب الجمهوري الراديكالي (RRP) سلسلة من الحكومات برئاسة المعتدل أليخاندرو ليروكس. وفي 26 سبتمبر 1934 أعلن حزب سيدا CEDA أنه لن يدعم حكومة الراديكاليين الأقلية، فاستبدلت بحكومة راديكالية أخرى قادها ليروكس مرة أخرى، فأدخلت ثلاثة أعضاء من سيدا. مما أشعل إضراب عمال المناجم الاستوريين في 1934، والذي تحول إلى تمرد مسلح. وبعدها بفترة وجيزة هدد جيل روبلز مرة أخرى بالانسحاب من الحكومة، فتمت التسوية بالتنازل عن خمس وزارات من حكومة ليروكس الجديدة إلى سيدا ومنهم روبلز نفسه. وقد تقلصت أجور عمال المزارع إلى النصف بعد تلك الانتخابات وقام الجيش بتطهير قياداته من الأعضاء الجمهوريين؛ وتمت ترقية الموالين لروبلز. ومع ذلك فمنذ دخول CEDA إلى الحكومة لم يتم إجراء أي تعديلات دستورية؛ ولم تمرر أي ميزانية على الإطلاق.
بدأ مانويل أثانيا وإنداليسيو برييتو في سنة 1935 على توحيد اليسار تحت ائتلاف سمي بالجبهة الشعبية مع استبعاد العناصر المتطرفة منها؛ وعمل على تنظيم مسيرات وندوات شعبية كبرى. وكانت حكومة ليروكس الراديكالية قد تعرضت للانهيار بعد فضيحتين تورطت بهما، وهما قضيتي سترابرلو ونومبيلا. ومع ذلك لم يسمح الرئيس نيكيتو ألكالا زامورا لحزب سيدا بتشكيل حكومة ودعا إلى الانتخابات. أصبح زامورا محبطًا من رغبة روبلز الواضحة في التخلص من الجمهورية وإقامة دولة لمجموعة فاشية. وكان زامورا يتطلع بتشكيل حزب مركزي «محوري» جديد بدلاً من حزب الراديكاليين، لكن النظام الانتخابي لم يحبذ هذا. وهكذا تم اختيار مانويل بورتيلا فالاداريس بتشكيل حكومة انتقالية. وقد واجهت الجمهورية كما أشار معارضوها ستة وعشرين أزمة حكومية منفصلة. فشل بورتيلا في الحصول على الدعم المطلوب في البرلمان للحكم كأغلبية. فاستقالت الحكومة في 4 يناير، واعلن عن موعد الانتخابات يوم 16 فبراير.
كما هو الحال في انتخابات 1933، تم تقسيم إسبانيا إلى دوائر متعددة الأعضاء. على سبيل المثال كانت مدريد دائرة واحدة تنتخب 17 ممثلاً. ويمكن للناخب التصويت لأقل من ذلك كما في حالة مدريد عندما فاز الاشتراكيون بـ 13 مقعدًا، وتمكن اليمين مع أقل من 5000 صوت فقط من نيل المقاعد الأربعة المتبقية.

## الانتخابات
| ”                          | عرضت فاشية الفاتيكان عليك العمل وجلبت لك الجوع؛ قدمت لك السلام وجلبت خمسة آلاف قبر؛ عرضت عليك النظام وأظهرت المشانق. لاتقدم لك الجبهة الشعبية أكثر ولاأقل مما ستعطيه لك: الخبز والسلام والحرية!! | “ |
| —إحدى الملصقات الانتخابية. | |   |

اندلعت أعمال عنف كثيرة في تلك الانتخابات، وكان اليسار مسببا لمعظمها، في حين أن الكثير منها تسبب بها اليمين السياسي. وتم رفع قيود محددة على الصحافة. وحذر اليمين السياسي مرارًا وتكرارًا من خطر «العلم الأحمر» - الشيوعية - على إسبانيا؛ وركز الحزب الجمهوري الراديكالي بقيادة ليروكس على تحطيم حزب الوسط. وكافحت سيدا التي لازالت الحزب الرئيسي لليمين السياسي للحصول على دعم الملكيين، وقد تمكنت من ذلك بملصقات ذات جاذبية فاشية أظهرت الزعيم جيل روبلز إلى جانب شعارات استبدادية مختلفة، وسمح لأتباعه أن يهللوا له بعبارات "Jefe!" (الإسبانية لـ «الزعيم!») تقليدا لـ «الدوتشي» و«الفوهرر». مع تقديم القليل من الوعود في الحملة الانتخابية، وبدا أن العودة للحكم الاستبدادي كان مفهوم ضمنا. ونال تبرعات كبيرة من كبار ملاك الأراضي والصناعيين والكنيسة الكاثوليكية - التي عانت في ظل الإدارة الاشتراكية السابقة - طبع اليمين ملايين المنشورات، ووعد بـ «إسبانيا عظيمة». من حيث البيان اقترحت الجبهة الشعبية العودة إلى نوع من الإصلاحات إدارتها السابقة، بما في ذلك الإصلاحات الزراعية الهامة، وتلك المتعلقة بمعالجة الإضرابات. كما أنه سيطلق سراح السجناء السياسيين، بما فيهم أسرى التمرد الأستوري (على الرغم من أن هذا قد استفز اليمين)، ومما ساعد على تأمين أصوات CNT وFAI، رغم أنهم فضلوا البقاء خارج الجبهة الشعبية المتنامية؛ ونالت الجبهة الشعبية دعم الأناركيين. قام الحزب الشيوعي بحملة تحت سلسلة من الشعارات الثورية. إلا أنهم دعموا بقوة ائتلاف الجبهة الشعبية. «صوت الشيوعية لإنقاذ إسبانيا من الماركسية» كانت مزحة اشتراكية في ذلك الوقت. وخلافا للمجالات القوية لدعم الطبقة العاملة التي اتخذتها بالفعل النقابية والفوضوية، فقد ركزوا على مواقعهم داخل الجبهة الشعبية. كانت الحملة الانتخابية ساخنة جدا، فقد كان تمرد أستوريين اليساري وقمع قوات الأمن الوحشي لها قد دمر أي إمكانية للتوصل إلى حل وسط. واستخدم كلا الجانبين لغة نهاية العالم معلنا أنه ستندلع حرب أهلية إن فاز الطرف الآخر.
وفي يوم الانتخابات انتشر 34,000 من الحرس المدني و17,000 من حرس الاقتحام لتطبيق النظام. وقُتل في ذلك اليوم سبعة وثلاثون شخصًا في حوادث مختلفة. انتهى الاقتراع في 16 فبراير بالتعادل بين اليسار واليمين مع إزاحة كاملة لحزب الوسط. ولكن بدا هناك تدخل لمجموعات يسارية في عمليات التسجيل أو الاقتراع في ست مقاطعات، مما زاد من نتائج اليسار أو أبطل التعددية أو أغلبية اليمين. فجرى في غاليسيا بشمال غرب إسبانيا وبتنسيق من الحكومة؛ وتلاعب اليسار السياسي أيضا في لا كورونيا. وسيطرت الحكومة على التصويت في غرناطة (وبشكل غير عادل). وفي بعض القرى منعت الشرطة أي شخص لا يرتدي طوق من التصويت. وأينما كان الاشتراكيون ضعيفو التنظيم، كان عمال المزارع يصوتون حسب أوامر رؤسائهم أو زعمائهم المحليون. وبالمثل تم إقصاء بعض الناخبين اليمينيين من التصويت في المناطق الاشتراكية بقوة. ومع ذلك كانت تلك الحالات نادرة نسبيًا. بحلول المساء بدا الأمر وكأن الجبهة الشعبية قد فازت ونتيجة لذلك اقتحمت بعض الحشود السجون لتحرير الثوار المحتجزين هناك.

## المخرجات
قام أقل من 10 ملايين شخص بالتصويت، بنسبة امتناع بلغت 28%، وهو مستوى من اللامبالاة أعلى مما أوحي به العنف السياسي المستمر. شكل الممتنعين من أعداد قليلة ممن منعوا بالإكراه والأناركيين. اظهرت النتائج بفوز الجبهة الشعبية بفارق ضئيل في انتخابات 1936، بموارد أقل بكثير من اليمين السياسي الذي اتبع تقنيات الدعاية النازية. الأرقام الدقيقة للأصوات تختلف بين المؤرخين. يخصص برينان للجبهة الشعبية 4,700,000 صوتًا، واليمين حوالي 4,000,000 والوسط 450,000، بينما يقول أنتوني بيفور بأن اليسار لم يفز إلا بفارق 150,000 صوت. أفاد ستانلي باين أن الجبهة الشعبية وحلفاءها فازوا بـ 4,654,116 صوتًا من مجموع الأصوات البالغة 9,864,763 صوتًا (47.2٪)، بينما حصل اليمين وحلفاؤه على 4,503,505 صوتًا (45.7٪)، ولكن هذا تم تقسيمه بشدة بين اليمين ويمين الوسط. وما تبقى من 52,615 صوتا (5.4 ٪) فاز بها الوسط والباسك. لقد كان انتصارًا ضعيفا نسبيًا من حيث الأصوات، لكن بول بريستون يصفه بأنه «انتصار لسلطة الكورتيس» - فازت الجبهة الشعبية بـ 267 نائبا واليمين فقط 132، والاختلال الناجم عن طبيعة النظام الانتخابي الأسباني منذ دخول قانون الانتخابات لسنة 1932 حيز التنفيذ. وقد أفاد النظام نفسه اليمين السياسي في 1933. ومع ذلك قرر ستانلي باين بأن النصر اليساري قد لا يكون مشروعًا؛ وقال إنه في مساء يوم الانتخابات بدأت الغوغاء من اليسار يتدخلون في الاقتراع وفي تسجيل الأصوات المشوهة للنتائج؛ جادل باين أيضًا بأن الرئيس زامورا عيّن مانويل أثانيا رئيسًا للحكومة الجديدة بعد الانتصار المبكر للجبهة الشعبية رغم أن العملية الانتخابية لم تنتهي. ونتيجة لذلك تمكنت الجبهة الشعبية من تسجيل انتصارها في صناديق الاقتراع، وادعى باين بأنها تلاعبت في فوزها للحصول على مقاعد إضافية ماكان أن تفوز بها. ووفقًا لباين زاد هذا من انتصار الجبهة الشعبية إلى فوز منحهم السيطرة على أكثر من ثلثي المقاعد، مما سمح لها بتعديل الدستور حسب رغبتها. وجادل باين بأن الديمقراطية كانت مفقودة في تلك الانتخابات. جادل روبرتو غارسيا ومانويل تارديو أيضًا بأن الجبهة الشعبية تلاعبت بالنتائج، على الرغم من أن إدواردو كاليخا وفرانسيسكو بيريز قد طعن في هذا الأمر، وشككوا في تهم المخالفة الانتخابية بالقول إن الجبهة الشعبية كانت ستفوز في الانتخابات بأغلبية طفيفة حتى لو كانت جميع التهم صحيحة.
كان الوسط السياسي سيئا جدا. فراديكاليو ليروكس الذين كانوا حاضرين حتى انهيار حكومتهم، قد دُمِّروا انتخابيا؛ ودفع بالكثير من مؤيديهم إلى اليمين بسبب عدم الاستقرار في إسبانيا. قام بورتيلا فالاداريس بتشكيل حزب الوسط، لكن لم يتح له الوقت لبناءه. وخوفا من مشاكل أحزاب الأقلية التي تخسر وتخرج بسبب النظام الانتخابي، فقد أبرم اتفاقًا مع اليمين، لكن هذا لم يكن كافيًا لضمان النجاح. فقادة اليمين أمثال: ليروكس وكامبو وميلكياديس ألفاريز لم يتمكنوا من الفوز بمقاعد. وحصلت حزب الفلانخي بقيادة خوسيه أنطونيو بريمو دي ريفيرا على 46000 صوت فقط، وهو عدد ضئيل جدًا من مجموع الأصوات. يبدو أن هذا يظهر القليل من الشهية للاستيلاء على تلك الأحزاب. كان توزيع المقاعد بين أعضاء الائتلاف مسألة اتفاق بينهم. وبدأ ظهور النتائج الرسمية في 20 فبراير. كان حزب الباسك الذي لم يكن في وقت الانتخابات جزءًا من الجبهة الشعبية، قد بدا بالانضمام إليه. لم يحصل أي تحالف أو حزب على 40٪ من الأصوات في 20 مقعدًا؛ فتم تحديد 17 منها بالتصويت الثاني في 3 مارس. في جولة الإعادة تلك فازت الجبهة الشعبية بـ 8 والباسك 5 واليمين 5 والوسط 2. وفي مايو أعيد إجراء الانتخابات في منطقتين في غرناطة حيث زعمت الحكومة الجديدة أنه كان هناك تزوير. فأخذ اليسار كلا المقعدين من النصر الوطني اليميني في فبراير.
لأن الجولة الأولى وعلى نحو غير عادي أنتجت أغلبية واضحة من نواب قادمين من قائمة انتخابية واحدة، فقد تم التعامل مع النتائج على أنها منح تفويض غير مسبوق للتحالف الفائز: فخرج بعض الاشتراكيين إلى الشوارع لإطلاق سراح السجناء السياسيين، دون انتظار الحكومة للقيام بذلك رسميا؛ وبالمثل استقالت حكومة تصريف الأعمال بسرعة على أساس أن الانتظار لمدة شهر لاستئناف البرلمان بات غير ضروري. وانطلقت إشاعات بوجود سيطرة اشتراكية وفوضوية وشيكة. لقد كان اليمين يعتقد اعتقادا راسخا وعلى جميع المستويات أنهم سيفوزون. ولكن بعد معرفة النتائج، طلبت مجموعة من الملكيين من روبلز قيادة انقلاب إلا أنه رفض، ولكنه طلب من فالاداريس إعلان حالة الحرب قبل اندفاع الجماهير الثورية إلى الشوارع. وأيضًا اتصل فرانكو على فالاداريس مقترحا إعلان الأحكام العرفية وخروج الجيش. لم تكن تلك محاولة انقلاب، ولكنها كانت أكثر من «عمل شرطة» مشابهة لأستورياس، حيث اعتقد فرانكو أن بيئة مابعد الانتخابات قد تصبح عنيفة محاولا إخماد التهديد اليساري المتوقع. استقال فالاداريس قبل تشكيل الحكومة الجديدة. ومع ذلك فإن الجبهة الشعبية التي أثبتت أنها أداة انتخابية فعالة، لم تترجم ذلك إلى حكومة فعالة. لم يكن لارجو كابييرو وعناصر أخرى من اليسار السياسي على استعداد للعمل مع الجمهوريين، رغم أنهم وافقوا على دعم الكثير من الإصلاحات المقترحة. تم دعوة مانويل أثانيا لتشكيل الحكومة، لكنه سرعان ماحل محل زامورا في رئاسة الجمهورية. كان رد فعل اليمين كما لو أن الشيوعيين المتطرفين قد هيمنوا، على الرغم من التكوين المعتدل للحكومة الجديدة؛ ولكن صدمتهم الجماهير الثورية التي خرجت إلى الشوارع وإطلاق سراح السجناء. واقتناعا منها بأن اليسار لم يعد على استعداد لاتباع حكم القانون وأن رؤيته لإسبانيا تتعرض للتهديد، فقد تخلّى اليمين عن الخيار البرلماني وبدأ التآمر بشأن أفضل طريقة للإطاحة بالجمهورية بدلاً من السيطرة عليها.

## النتائج

نتائج تفصيلية حسب الإقليم.

|                                |                                                                      | الحزب                                           | الرمز.    | الاصوات   | %     |
| ------------------------------ | -------------------------------------------------------------------- | ----------------------------------------------- | --------- | --------- | ----- |
|                                |                                                                      | الجبهة الشعبية                                  | FP        | 3,750,900 | 39.63 |
|                                | اليسار الجمهوري لكتالونيا                                            | FE                                              | 700,400   | 7.40      |       |
|                                | إجمالي الجبهة الشعبية:                                               | إجمالي الجبهة الشعبية:                          | 4,451,300 | 47.03     |       |
|                                |                                                                      | سيدا                                            | CEDA-RE   | 1,709,200 | 18.06 |
|                                | سيدا والحزب الجمهوري الراديكالي                                      | CEDA-PRR                                        | 943,400   | 9.97      |       |
|                                | سيدا والوسط                                                          | CEDA-PCNR                                       | 584,300   | 6.17      |       |
|                                | - المجموعة الإقليمية لكاتالونيا                                      | LR                                              | 483,700   | 5.11      |       |
|                                | الاتحاد الإسباني لليمين المستقل واليمين الجمهوري الليبرالي           | CEDA-PRP                                        | 307,500   | 3.25      |       |
|                                | الاتحاد الإسباني لليمين المستقل والحزب الجمهوري المحافظ              | CEDA-PRC                                        | 189,100   | 2.00      |       |
|                                | الاتحاد الإسباني لليمين المستقل والحزب الديمقراطي الليبرالي الجمهوري | CEDA-PRLD                                       | 150,900   | 1.59      |       |
|                                | الحزب الزراعي الاسباني                                               | PAE                                             | 30,900    | 0.33      |       |
|                                | مجموع الكتلة الوطنية:                                                | مجموع الكتلة الوطنية:                           | 4,375,800 | 46.48     |       |
|                                |                                                                      | حزب الوسط الديموقراطي                           | PCD       | 333,200   | 3.51  |
|                                |                                                                      | الحزب القومي الباسكي                            | EAJ-PNV   | 150,100   | 1.59  |
|                                |                                                                      | الحزب الجمهوري الراديكالي                       | PRR       | 124,700   | 1.32  |
|                                |                                                                      | الحزب الجمهوري المحافظ                          | PRC       | 23,000    | 0.24  |
|                                |                                                                      | اليمين الجمهوري الليبرالي                       | PRP       | 10,500    | 0.11  |
|                                |                                                                      | الكتائب الإسبانية لجمعيات الهجوم الوطني النقابي |           | 6,800     | 0.07  |
| المجموع                        | المجموع                                                              | المجموع                                         | المجموع   | 9,465,600 | 100   |
| المصدر: història electoral.com |                                                                      |                                                 |           |           |       |

### توزيع المقاعد
| الانتماء              | الحزب                                               | الحزب                                        | الاسم بالإسباني (* تشير للكتالونية، ** تشير للغاليسية) | الرمز.    | المقاعد (مايو) | المقاعد (فبر) | المقاعد (فبر) |
| الانتماء              | الحزب                                               | الحزب                                        | الاسم بالإسباني (* تشير للكتالونية، ** تشير للغاليسية) | الرمز.    | المقاعد (مايو) | غير معروف     | Payne         |
| --------------------- | --------------------------------------------------- | -------------------------------------------- | ------------------------------------------------------ | --------- | -------------- | ------------- | ------------- |
| الجبهة الشعبية        |                                                     |                                              |                                                        |           |                |               |               |
|                       | الحزب الاشتراكي العمالي الإسباني                    | Partido Socialista Obrero Español            | PSOE                                                   | 99        | 89             | 88            |               |
|                       | اليسار الجمهوري                                     | Izquierda Republicana                        | IR                                                     | 87        | 80             | 79            |               |
|                       | Republican Union ‏                                   | Unión Republicana                            | UR                                                     | 37        | 36             | 34            |               |
|                       | اليسار الجمهوري لكتالونيا                           | Esquerra Republicana de Catalunya*           | ERC                                                    | 21        | 21             | 22            |               |
|                       | الحزب الشيوعي الإسباني                              | Partido Comunista de España                  | PCE                                                    | 17        | 15             | 14            |               |
|                       | حزب العمل الكتالاني                                 | Acció Catalana*                              |                                                        | 5         | 5              | 5             |               |
|                       | Socialist Union of Catalonia                        | Unió Socialista de Catalunya*                | USC                                                    | 4         | 4              | 3             |               |
|                       | الحزب الغاليسي                                      | Partido Galeguista**                         |                                                        | 3         | 3              | 3             |               |
|                       | Syndicalist Party and Independent Syndicalist Party | Partido Sindicalista                         |                                                        | 2         | 2              | 2             |               |
|                       | Democratic Federal Republican Party                 |                                              | PRD Fed.                                               | 2         | 2              | 2             |               |
|                       | Union of Rabassaires                                | Unió de Rabassaires*                         |                                                        | 2         | 2              | 2             |               |
|                       | National Left Republican Party                      |                                              | PNRE                                                   | 2         | 2              | 1             |               |
|                       | Workers' Party of Marxist Unification               | Partido Obrero de Unificación Marxista       | POUM                                                   | 1         | 1              | 1             |               |
|                       | Proletarian Catalan Party                           | Partit Català Proletari*                     | PCP                                                    | 1         | 1              | 1             |               |
|                       | Valencian Left ‏                                     | Esquerra Valenciana*                         | EV                                                     | 1         | 1              | 1             |               |
|                       | Independents (Payne: "Leftist independents")        |                                              |                                                        | 2         | 3              | 4             |               |
| مجموع الجبهة الشعبية: | مجموع الجبهة الشعبية:                               | مجموع الجبهة الشعبية:                        | مجموع الجبهة الشعبية:                                  | 285       | 267            | 263           |               |
| الوسط الجمهوري        |                                                     |                                              |                                                        |           |                |               |               |
|                       | Party of the Democratic Centre ‏                     | Partido del Centro Democrático               | PCD                                                    | 17        | 20             | 21            |               |
|                       | المجموعة الإقليمية لكاتالونيا                       | Lliga Catalana*                              |                                                        | 12        | 12             | 12            |               |
|                       | الحزب القومي الباسكي                                | Partido Nacionalista Vasco                   | PNV                                                    | 9         | 9              | 5             |               |
|                       | اليمين الجمهوري الليبرالي                           | Derecha Liberal Republicana                  | EAJ/DLR                                                | 6         | 6              | 6             |               |
|                       | الحزب الجمهوري الراديكالي                           | Partido Republicano Radical                  |                                                        | 5         | 8              | 9             |               |
|                       | Liberal Democrat Republican Party                   |                                              |                                                        | 3         | 1              | 1             |               |
|                       | Mallorcan Regionalist Party                         |                                              |                                                        | 1         | 1              | –             |               |
|                       | Independents                                        |                                              |                                                        | 4         | 3              | –             |               |
| مجموع الوسط:          | مجموع الوسط:                                        | مجموع الوسط:                                 | مجموع الوسط:                                           | 57        | 60             | 54            |               |
| اليمين                |                                                     |                                              |                                                        |           |                |               |               |
|                       | الاتحاد الإسباني لليمين المستقل سيدا                | Confederación Española de Derechas Autónomas | CEDA                                                   | 88        | 97             | 101           |               |
|                       | التجديد الإسباني                                    | Renovación Española                          |                                                        | 12        | 13             | 13            |               |
|                       | Spanish Agrarian Party                              | Partido Agrario Español                      | PAE                                                    | 10        | 11             | 11            |               |
|                       | Traditionalist Communion ‏                           |                                              |                                                        | 9         | 12             | 15            |               |
|                       | Conservative Republican Party                       |                                              |                                                        | 3         | 3              | 2             |               |
|                       | Independent monarchists                             |                                              |                                                        | –         | –              | 2             |               |
|                       | Spanish Nationalist Party                           |                                              |                                                        | 1         | 1              | 1             |               |
|                       | Partido Mesócrata (Payne: "Catholic")               |                                              |                                                        | 1         | 1              | 1             |               |
|                       | Independents                                        |                                              |                                                        | 7         | 8              | 10            |               |
| مجموع اليمين:         | مجموع اليمين:                                       | مجموع اليمين:                                | مجموع اليمين:                                          | 131       | 146            | 156           |               |
| الإجمالي:             | الإجمالي:                                           | الإجمالي:                                    | الإجمالي:                                              | الإجمالي: | 473            | 473           | 473           |